# Aruncarea greutății

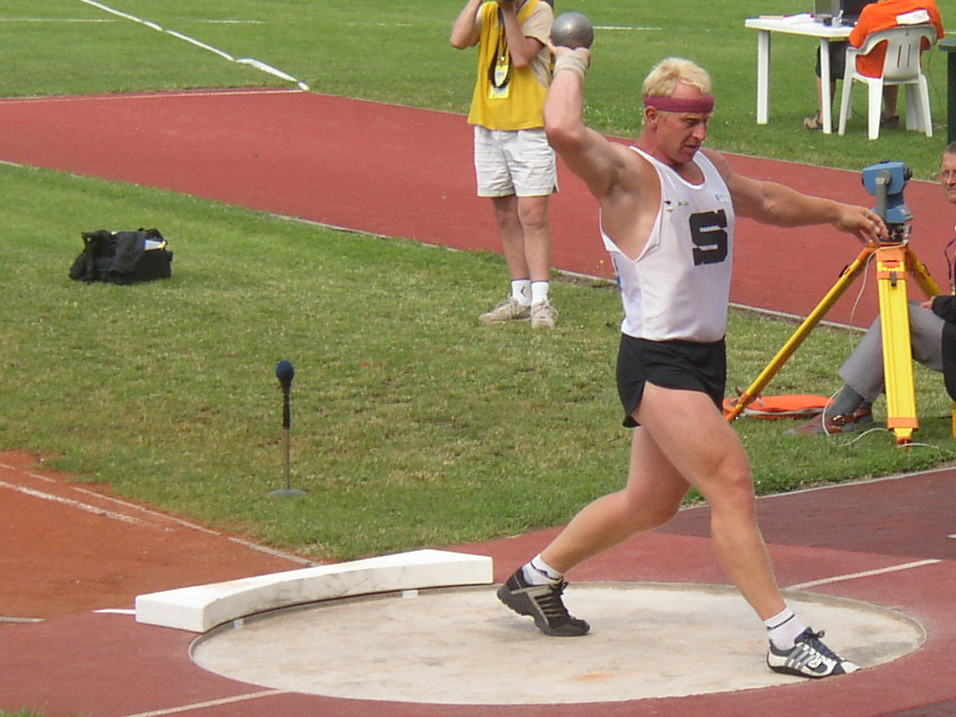
Aruncarea greutății

Aruncarea greutății este o disciplină sportivă care aparține de atletism. Greutatea este o bilă de metal cu diametrul între 110 – 130 mm, care cântărește 7,26 kg la bărbați si 4 kg la femei.  Tehnica este aruncarea bilei cu o mână de la umăr dintr-un cerc cu diametrul de 2,135 m. Disciplina sportivă este cunoscută din antichitate, fiind amintită în Iliada lui Homer. Probabil deja anterior a existat proba de aruncare a unei greutăți mai mari, ca o demonstrație a forței masculine. Mai târziu obiectul aruncat devine confecționat din metal. În anul 1860 bila aruncată cântărește 16 pfunzi (7,257 kg). Ea fiind aruncată dintr-un pătrat cu latura de 7 picioare (2,135 m). Din anul 1906 se va arunca dintr-un cerc cu același diametru de 2,135 m. 

## Recorduri

### Masculin
- 15,54 m, Ralph Rose (USA), 1909
- 16,04 m, Emil Hirschfeld (GER), 1928
- 17,40 m, Jack Torrance (USA), 1934
- 18,00 m, Parry O'Brien (USA), 1953
- 19,06 m, Parry O'Brien (USA), 1956
- 20,06 m, Bill Nieder (USA), 1960
- 21,52 m, Randy Matson (USA), 1965
- 22,00 m, Alexander Baryschnikow (URSS), 1976
- 23,04 m, Ulf Timmermann (RDG), 1988

### Feminin
- 10,15 m, Violette Gouraud-Morris (FRA), 1924
- 11,32 m, Ruth Lange (GER), 1927
- 12,85 m, Grete Heublein (GER), 1929
- 13,70 m, Grete Heublein (GER), 1931

- 15,02 m, Anna Andrejewa (URSS), 1950
- 14,38 m, Gisela Mauermayer (GER), 1934
- 16,20 m, Galina Sybina (URSS), 1953

- 17,25 m, Tamara Press (URSS), 1959
- 18,55 m, Tamara Press (URSS), 1962
- 19,07 m, Margitta Gummel (RDG), 1968
- 20,09 m, Nadeșda Cișova (URSS), 1969
- 21,03 m, Nadeșda Cișova (URSS), 1972
- 22,32 m, Helena Fibingerová (CEH), 1977

## Medaliați olimpici

### Masculin
| Olimpiada | Aur                      | Argint                       | Bronz                        |
| --------- | ------------------------ | ---------------------------- | ---------------------------- |
| 1896      | Robert Garrett (USA)     | Mitiadis Gouskos (GRE)       | Georgios Papasideris (GRE)   |
| 1900      | Richard Sheldon (USA)    | Josiah McCracken (USA)       | Robert Garrett (USA)         |
| 1904      | Ralph Rose (USA)         | Wesley Coe (USA)             | Leon Feuerbach (USA)         |
| 1906      | Martin Sheridan (USA)    | Mihály Dávid (HUN)           | Eric Lemming (SWE)           |
| 1908      | Ralph Rose (USA)         | Denis Horgan (GBR)           | John Garrels (USA)           |
| 1912      | Patrick McDonald (USA)   | Ralph Rose (USA)             | Lawrence Whitney (USA)       |
| 1920      | Ville Pörhölä (FIN)      | Elmer Niklander (FIN)        | Harry Liversedge (USA)       |
| 1924      | Clarence Houser (USA)    | Glenn Hartranft (USA)        | Ralph Hills (USA)            |
| 1928      | John Kuck (USA)          | Herman Brix (USA)            | Emil Hirschfeld (GER)        |
| 1932      | Leo Sexton (USA)         | Harlow Rothert (USA)         | František Douda (TCH)        |
| 1936      | Hans Woellke (GER)       | Sulo Bärlund (FIN)           | Gerhard Stöck (GER)          |
| 1948      | Wilbur Thompson (USA)    | Jim Delaney (USA)            | Jim Fuchs (USA)              |
| 1952      | Parry O'Brien (USA)      | Darrow Hooper (USA)          | Jim Fuchs (USA)              |
| 1956      | Parry O'Brien (USA)      | Bill Nieder (USA)            | Jirí Skobla (TCH)            |
| 1960      | Bill Nieder (USA)        | Parry O'Brien (USA)          | Dallas Long (USA)            |
| 1964      | Dallas Long (USA)        | Randy Matson (USA)           | Vilmos Varjú (HUN)           |
| 1968      | Randy Matson (USA)       | George Woods (USA)           | Eduard Gustschin (URS)       |
| 1972      | Władysław Komar (POL)    | George Woods (USA)           | Hartmut Briesenick (GDR)     |
| 1976      | Udo Beyer (GDR)          | Jewgeni Mironow (URS)        | Alexander Baryschnikow (URS) |
| 1980      | Wladimir Kisseljow (URS) | Alexander Baryschnikow (URS) | Udo Beyer (GDR)              |
| 1984      | Alessandro Andrei (ITA)  | Mike Carter (USA)            | Dave Laut (USA)              |
| 1988      | Ulf Timmermann (GDR)     | Randy Barnes (USA)           | Werner Günthör (SUI)         |
| 1992      | Mike Stulce (USA)        | Jim Doehring (USA)           | Wjatscheslaw Lycho (EUN)     |
| 1996      | Randy Barnes (USA)       | John Godina (USA)            | Oleksandr Bahatsch (UKR)     |
| 2000      | Arsi Harju (FIN)         | Adam Nelson (USA)            | John Godina (USA)            |
| 2004      | Jurij Bilonoh (UKR)      | Adam Nelson (USA)            | Joachim Olsen (DEN)          |
| 2008      | Tomasz Majewski (POL)    | Christian Cantwell (USA)     | Andrej Michnewitsch (BLR)    |

## Feminin
| Olimpiada | Aur                         | Argint                                | Bronz                       |
| --------- | --------------------------- | ------------------------------------- | --------------------------- |
| 1956      | Tamara Tyschkewitsch (URS)  | Galina Sybina (URS)                   | Marianne Werner (EUA)/(FRG) |
| 1960      | Tamara Press (URS)          | Johanna Lüttge (EUA)/(GDR)            | Earlene Brown (USA)         |
| 1964      | Tamara Press (URS)          | Renate Garisch-Culmberger (EUA)/(GDR) | Galina Sybina (URS)         |
| 1968      | Margitta Gummel (GDR)       | Marita Lange (GDR)                    | Nadeschda Tschischowa (URS) |
| 1972      | Nadeschda Tschischowa (URS) | Margitta Gummel (GDR)                 | Iwanka Christowa (BUL)      |
| 1976      | Iwanka Christowa (BUL)      | Nadeschda Tschischowa (URS)           | Helena Fibingerová (TCH)    |
| 1980      | Ilona Slupianek (GDR)       | Swetlana Kratschewskaja (URS)         | Margitta Pufe (GDR)         |
| 1984      | Claudia Losch (FRG)         | Mihaela Loghin (ROM)                  | Gael Martin (AUS)           |
| 1988      | Natalja Lissowskaja (URS)   | Kathrin Neimke (GDR)                  | Li Meisu (CHN)              |
| 1992      | Swetlana Kriweljowa (EUN)   | Huang Zhihong (CHN)                   | Kathrin Neimke (GER)        |
| 1996      | Astrid Kumbernuss (GER)     | Sui Xinmei (CHN)                      | Irina Chudoroschkina (RUS)  |
| 2000      | Janina Karoltschyk (BLR)    | Larissa Peleschenko (RUS)             | Astrid Kumbernuss (GER)     |
| 2004      | Yumileidi Cumba (CUB)       | Nadine Kleinert (GER)                 | Swetlana Kriweljowa (RUS)   |
| 2008      | Valerie Vili (NZL)          | Natallja Michnewitsch (BLR)           | Nadseja Astaptschuk (BLR)   |

## Evoluția recordului mondial

### Masculin
| Distanță | Sportiv                | Țară | Data       | Locul           |
| -------- | ---------------------- | ---- | ---------- | --------------- |
| 15,54    | Ralph Rose             | USA  | 21.08.1909 | San Francisco   |
| 15,79    | Emil Hirschfeld        | GER  | 06.05.1928 | Breslau         |
| 15,87    | John Kuck              | USA  | 29.06.1928 | Amsterdam       |
| 16,04    | Emil Hirschfeld        | GER  | 26.08.1928 | Bochum          |
| 16,04    | Frantisek Douda        | TCH  | 04.10.1931 | Brno            |
| 16,05    | Zygmunt Heljasz        | POL  | 29.06.1932 | Poznan          |
| 16,16    | Leo Sexton             | USA  | 27.08.1932 | Freeport        |
| 16,20    | Frantisek Douda        | TCH  | 24.09.1932 | Praga           |
| 16,48    | John Lyman             | USA  | 21.04.1934 | Palo Alto       |
| 16,80    | Jack Torrance          | USA  | 21.04.1934 | Des Moines      |
| 16,89    | Jack Torrance          | USA  | 30.06.1934 | Milwaukee       |
| 17,40    | Jack Torrance          | USA  | 05.08.1934 | Oslo            |
| 17,68    | Charles Fonville       | USA  | 17.04.1948 | Lawrence        |
| 17,79    | James Fuchs            | USA  | 28.07.1949 | Oslo            |
| 17,82    | James Fuchs            | USA  | 29.04.1950 | Los Angeles     |
| 17,90    | James Fuchs            | USA  | 20.08.1950 | Visby           |
| 17,95    | James Fuchs            | USA  | 22.08.1950 | Eskilstuna      |
| 18,00    | Parry O'Brien          | USA  | 09.05.1953 | Fresno          |
| 18,04    | Parry O'Brien          | USA  | 05.06.1953 | Compton         |
| 18,42    | Parry O'Brien          | USA  | 08.05.1954 | Los Angeles     |
| 18,43    | Parry O'Brien          | USA  | 11.06.1954 | Los Angeles     |
| 18,54    | Parry O'Brien          | USA  | 11.06.1954 | Los Angeles     |
| 18,62    | Parry O'Brien          | USA  | 05.05.1956 | Salt Lake City  |
| 18,69    | Parry O'Brien          | USA  | 15.06.1956 | Los Angeles     |
| 19,06    | Parry O'Brien          | USA  | 03.09.1956 | Eugene          |
| 19,25    | Parry O'Brien          | USA  | 01.11.1956 | Los Angeles     |
| 19,25    | Dallas Long            | USA  | 28.03.1959 | Santa Barbara   |
| 19,30    | Parry O'Brien          | USA  | 11.08.1959 | Albuquerque     |
| 19,38    | Dallas Long            | USA  | 05.03.1960 | Los Angeles     |
| 19,45    | Bill Nieder            | USA  | 19.03.1960 | Palo Alto       |
| 19,67    | Dallas Long            | USA  | 26.03.1960 | Los Angeles     |
| 19,99    | Bill Nieder            | USA  | 02.04.1960 | Austin          |
| 20,06    | Bill Nieder            | USA  | 12.08.1960 | Walnut          |
| 20,08    | Dallas Long            | USA  | 18.05.1962 | Los Angeles     |
| 20,10    | Dallas Long            | USA  | 04.04.1964 | Los Angeles     |
| 20,20    | Dallas Long            | USA  | 29.05.1964 | Los Angeles     |
| 20,68    | Dallas Long            | USA  | 25.07.1964 | Los Angeles     |
| 21,52    | Randy Matson           | USA  | 08.05.1965 | College Station |
| 21,78    | Randy Matson           | USA  | 22.04.1967 | College Station |
| 21,82    | Al Feuerbach           | USA  | 05.05.1973 | San José        |
| 21,85    | Terry Albritton        | USA  | 21.02.1976 | Honolulu        |
| 22,00    | Alexander Baryschnikow | URS  | 10.06.1976 | Paris           |
| 22,15    | Udo Beyer              | GDR  | 06.07.1978 | Göteborg        |
| 22,22    | Udo Beyer              | GDR  | 25.06.1983 | Los Angeles     |
| 22,62    | Ulf Timmermann         | GDR  | 22.09.1985 | Berlin          |
| 22,64    | Udo Beyer              | GDR  | 20.08.1986 | Berlin          |
| 22,72    | Alessandro Andrei      | ITA  | 12.08.1987 | Viareggio       |
| 22,84    | Alessandro Andrei      | ITA  | 12.08.1987 | Viareggio       |
| 22,91    | Alessandro Andrei      | ITA  | 12.08.1987 | Viareggio       |
| 23,06    | Ulf Timmermann         | GDR  | 22.05.1988 | Chania          |
| 23,12    | Randy Barnes           | USA  | 20.05.1990 | Westwood        |

### Feminin
| Distanță | Sportiv                 | Țară | Data       | Locul             |
| -------- | ----------------------- | ---- | ---------- | ----------------- |
| 10,15 *  | Violette Gouraud-Morris | FRA  | 14.07.1924 | Paris             |
| 10,84 *  | Ruth Lange              | GER  | 28.05.1927 | Praga             |
| 11,32 *  | Ruth Lange              | GER  | 06.08.1927 | Wrocław           |
| 11,52 *  | Ruth Lange              | GER  | 03.06.1928 | Berlin            |
| 11,96 *  | Grete Heublein          | GER  | 15.07.1928 | Berlin            |
| 12,85 *  | Grete Heublein          | GER  | 21.07.1929 | Frankfurt am Main |
| 12,88 *  | Grete Heublein          | GER  | 28.06.1931 | Paris             |
| 13,70 *  | Grete Heublein          | GER  | 16.08.1931 | Bielefeld         |
| 14,38    | Gisela Mauermayer       | GER  | 15.07.1934 | Varșovia          |
| 14,59    | Tatjana Sewrjukowa      | URS  | 04.08.1948 | Moscova           |
| 14,86    | Klawdija Totschonowa    | URS  | 30.10.1949 | Tiflis            |
| 15,02    | Anna Andrejewa          | URS  | 09.11.1950 | Ploiești          |
| 15,28    | Galina Sybina           | URS  | 26.07.1952 | Helsinki          |
| 15,37    | Galina Sybina           | URS  | 20.09.1952 | Frunze            |
| 15,42    | Galina Sybina           | URS  | 01.10.1952 | Frunze            |
| 16,20    | Galina Sybina           | URS  | 09.10.1953 | Malmö             |
| 16,28    | Galina Sybina           | URS  | 14.09.1954 | Kiev              |
| 16,29    | Galina Sybina           | URS  | 05.09.1955 | Leningrad         |
| 16,67    | Galina Sybina           | URS  | 15.11.1955 | Tiflis            |
| 16,76    | Galina Sybina           | URS  | 13.10.1956 | Tașkent           |
| 17,25    | Tamara Press            | URS  | 26.04.1959 | Nalcik            |
| 17,42    | Tamara Press            | URS  | 16.07.1960 | Moscova           |
| 17,78    | Tamara Press            | URS  | 13.08.1960 | Moscova           |
| 18,55    | Tamara Press            | URS  | 10.06.1962 | Leipzig           |
| 18,55    | Tamara Press            | URS  | 12.09.1962 | Belgrad           |
| 18,59    | Tamara Press            | URS  | 19.09.1965 | Kassel            |
| 18,67    | Nadeschda Tschischowa   | URS  | 28.04.1968 | Soci              |
| 18,87    | Margitta Gummel         | GDR  | 22.09.1968 | Frankfurt (Oder)  |
| 19,07    | Margitta Gummel         | GDR  | 20.10.1968 | Ciudad de México  |
| 19,61    | Margitta Gummel         | GDR  | 20.10.1968 | Ciudad de México  |
| 19,72    | Nadeschda Tschischowa   | URS  | 30.05.1969 | Moscova           |
| 20,09    | Nadeschda Tschischowa   | URS  | 13.07.1969 | Chorzów           |
| 20,10    | Margitta Gummel         | GDR  | 11.09.1969 | Berlin            |
| 20,10    | Nadeschda Tschischowa   | URS  | 16.09.1969 | Atena             |
| 20,43    | Nadeschda Tschischowa   | URS  | 16.09.1969 | Atena             |
| 20,43    | Nadeschda Tschischowa   | URS  | 29.08.1971 | Moscova           |
| 20,63    | Nadeschda Tschischowa   | URS  | 19.05.1972 | Soci              |
| 21,03    | Nadeschda Tschischowa   | URS  | 07.09.1972 | München           |
| 21,20    | Nadeschda Tschischowa   | URS  | 28.08.1973 | Lwiw              |
| 21,45    | Nadeschda Tschischowa   | URS  | 29.09.1973 | Varna             |
| 21,57    | Helena Fibingerová      | TCH  | 21.09.1974 | Gottwaldov        |
| 21,60    | Marianne Adam           | GDR  | 06.08.1975 | Berlin            |
| 21,67    | Marianne Adam           | GDR  | 30.05.1976 | Karl-Marx-Stadt   |
| 21,87    | Iwanka Christowa        | BUL  | 03.07.1976 | Belmeken          |
| 21,89    | Iwanka Christowa        | BUL  | 05.07.1976 | Belmeken          |
| 21,99    | Helena Fibingerová      | TCH  | 26.07.1976 | Opava             |
| 22,32    | Helena Fibingerová      | TCH  | 20.08.1977 | Nitra             |
| 22,36    | Ilona Slupianek         | GDR  | 02.05.1980 | Celje             |
| 22,45    | Ilona Slupianek         | GDR  | 10.05.1980 | Potsdam           |
| 22,53    | Natalja Lissowskaja     | URS  | 27.05.1984 | Soci              |
| 22,60    | Natalja Lissowskaja     | URS  | 07.06.1987 | Moscova           |
| 22,63    | Natalja Lissowskaja     | URS  | 07.06.1987 | Moscova           |